# Welsh (taal)
Het Welsh (Cymraeg, /kəmˈraːi̯ɡ/ⓘ) is een Keltische taal, die gesproken wordt in Wales. Daar is het Welsh samen met het Engels de bestuurstaal en de voertaal in het onderwijs. Samen met het Bretons en het uitgestorven Cornisch vormt het Welsh de Britse tak van de Keltische taalfamilie. De taal heeft ongeveer 750.000 sprekers. Dat komt neer op zo'n 19 procent van de Welshe bevolking.

## Gebruik
Het Welsh is de Keltische taal met het hoogste aantal sprekers. Bij een classificatie in 2023 door de Unesco werd de taal gerangschikt als potentieel kwetsbaar. Dat wil zeggen dat nieuwe generaties de taal nog steeds aanleren als moedertaal, maar dat het gebruik ervan in het openbare leven beperkt is. Het is daarmee de enige Keltische taal die niet als bedreigd geldt.
In het noorden van Wales zijn de moedertaalsprekers ook vandaag nog in de meerderheid, soms met een aandeel tot 70 procent. De laatste tien jaar is het percentage sprekers constant gebleven, waar het voordien langzaam afnam. Het absolute aantal sprekers is de laatste jaren opnieuw toegenomen.
Volgens de Britse volkstelling van 2021 wordt Welsh gesproken door 17,8 procent van de inwoners van Wales. Beperkte kennis van het Welsh (bv. enkel begrijpen) is aanwezig bij ongeveer 5,2 procent van de bevolking. Uit het jaarlijks bevolkingsonderzoek van 2022 bleek dat in Wales 29,7 procent van de bevolking Welsh kon spreken. 14,8 procent gaf aan de taal dagelijks te gebruiken.
Sinds 2000 zijn leerlingen in Wales verplicht om Welsh te leren als moedertaal of als tweede taal. Het Welsh is de eerste onderwijstaal in 20 procent van de scholen in Wales. De regering van Wales heeft zich als doel gesteld om tegen 2050 het aantal sprekers te verdubbelen.
In 2010 nam het parlement van Wales een wetsvoorstel aan waardoor het Welsh de officiële taal in Wales werd naast het Engels.
Buiten Wales wordt Welsh gesproken in een gebied in de Argentijnse provincie Chubut.

## Verspreiding
Deze tabel laat het percentage Welshsprekers per hoofdgebied zien volgens de Britse volkstelling van 2011.
| hoofdgebied       | perc. 2011 | verschil 2001 |
| ----------------- | ---------- | ------------- |
| Anglesey          | 80,7       | +10,3         |
| Blaenau Gwent     | 18,5       | +5,2          |
| Bridgend          | 19,5       | -0,4          |
| Caerphilly        | 19,7       | +3,0          |
| Cardiff           | 20,0       | +3,7          |
| Carmarthenshire   | 69,0       | +5,1          |
| Ceredigion        | 73,1       | +11,9         |
| Conwy             | 40,3       | +0,6          |
| Denbighshire      | 56,6       | +20,6         |
| Flintshire        | 27,7       | +6,3          |
| Gwynedd           | 86,3       | +10,2         |
| Merthyr Tydfil    | 21,1       | +3,4          |
| Monmouthshire     | 14,0       | +1,1          |
| Neath Port Talbot | 29,0       | +0,2          |
| Newport           | 15,5       | +2,1          |
| Pembrokeshire     | 50,8       | +21,4         |
| Powys             | 69,9       | +39,8         |
| Rhondda Cynon Taf | 23,3       | +2,2          |
| Swansea           | 30,0       | +7,5          |
| Torfaen           | 19,3       | +4,8          |
| Vale of Glamorgan | 15,8       | -1,1          |
| Wrexham           | 32,2       | +9,3          |

## Geschiedenis

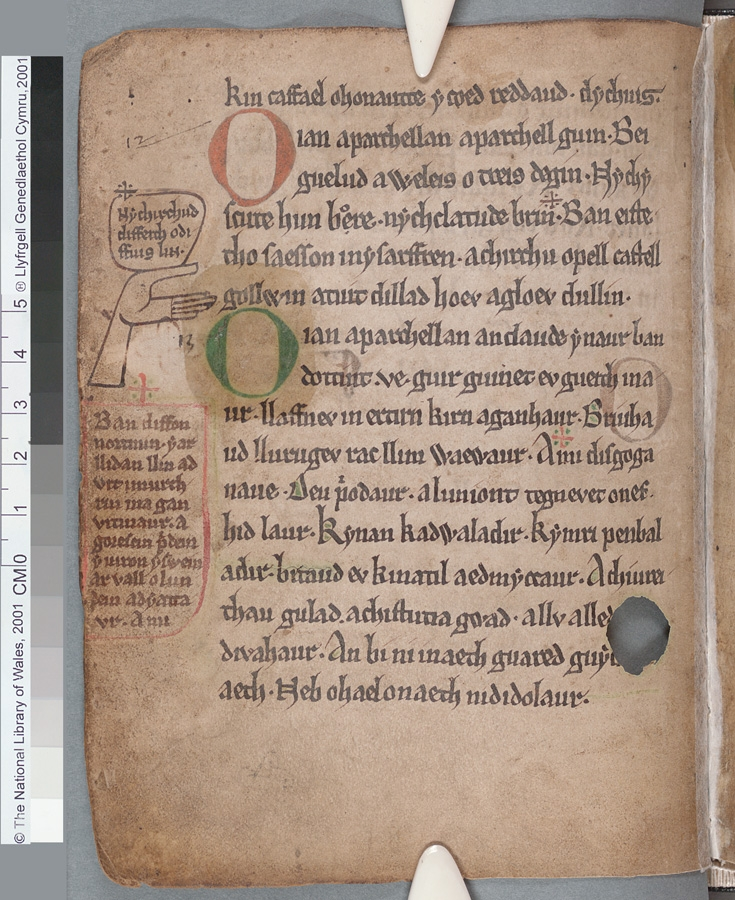
Zwarte boek van Carmarthen

### Oudwelsh
De allereerste geschreven bronnen in het Welsh dateren uit de 6e eeuw. De taal heeft daarmee een van de langste geschreven tradities in Europa. Het Welsh uit die oudste periode wordt Vroegwelsh genoemd. Er zijn uit die tijd weinig teksten overgeleverd.
De vroegst bewaard gebleven tekst is een opschrift uit de 7e eeuw op een grafsteen in de kerk van Tywyn. Een tekst uit de Lichfield-evangeliën is vermoedelijk geschreven in de late 7e of 8e eeuw, maar het kan ook een kopie zijn van een 6e-eeuwse tekst.
Het Oudwelsh wordt gesitueerd tussen de 9e en de 11e eeuw. Het is de periode dat de oudste Welshe gedichten en de wetteksten van koning Hywel de Goede werden geschreven. Een aantal van die teksten zijn alleen in transcriptie overgeleverd in latere handschriften, zoals Y Gododdin.
Naarmate de Angelsaksische kolonisatie van Groot-Brittannië vorderde, werden de Kelten in Wales gescheiden van de Kelten in Schotland en in Zuidwest-Engeland. Zo hebben het Cumbrisch en het Cornisch zich ontwikkeld tot afzonderlijke talen.

### Middelwelsh
Tussen de 12e en de 14e eeuw spreekt men van Middelwelsh. Uit die eeuwen zijn er meer geschreven bronnen overgeleverd dan uit welke andere periode dan ook. Het is de taal van bijna alle overgebleven vroege manuscripten van de Mabinogion, een belangrijke verzameling middeleeuwse prozateksten. De verhalen zelf zijn weliswaar al veel ouder.
Met de opkomst van het Engels in de late middeleeuwen nam het gebruik van het Welsh af. Toch bleef de taal een belangrijke taak vervullen in het openbare leven als bestuurs- en cultuurtaal. Voor sprekers vandaag is Middelwelsh nog steeds te begrijpen, zij het met een zekere inspanning.

### Nieuwwelsh
Nieuwwelsh wordt onderverdeeld in twee perioden. Tussen de 14e en de 16e eeuw spreekt men van Vroegnieuwwelsh. Het was onder meer de taal van de dichter Dafydd ap Gwilym. Het moderne Welsh begint met de Bijbelvertaling van William Morgan in 1588. Net zoals bij de King James Bible en de Statenbijbel was de vertaling belangrijk voor de ontwikkeling van de standaardtaal.
In de 19e eeuw werden de eerste uitgebreide woordenboeken in het Welsh uitgegeven. Het werk van vroege woordenboekmakers als Daniel Silvan Evans is van cruciaal belang geweest voor de taalkundige documentatie en beschrijving van de Welshe taal. Moderne woordenboeken zoals de Geiriadur Prifysgol Cymru zijn schatplichtig aan hun werk.
In de tweede helft van de 19e eeuw onderging Wales een snelle industrialisering, die gepaard ging met immigratie, verstedelijking en de opkomst van een nieuwe arbeidersklasse. Het isolement van Wales werd doorbroken door de aanleg van spoorwegen. Daardoor steeg het aantal Engelstaligen ten opzichte van het aantal Welshsprekers, vooral in de valleien van Zuid-Wales.

### 20e-21e eeuw

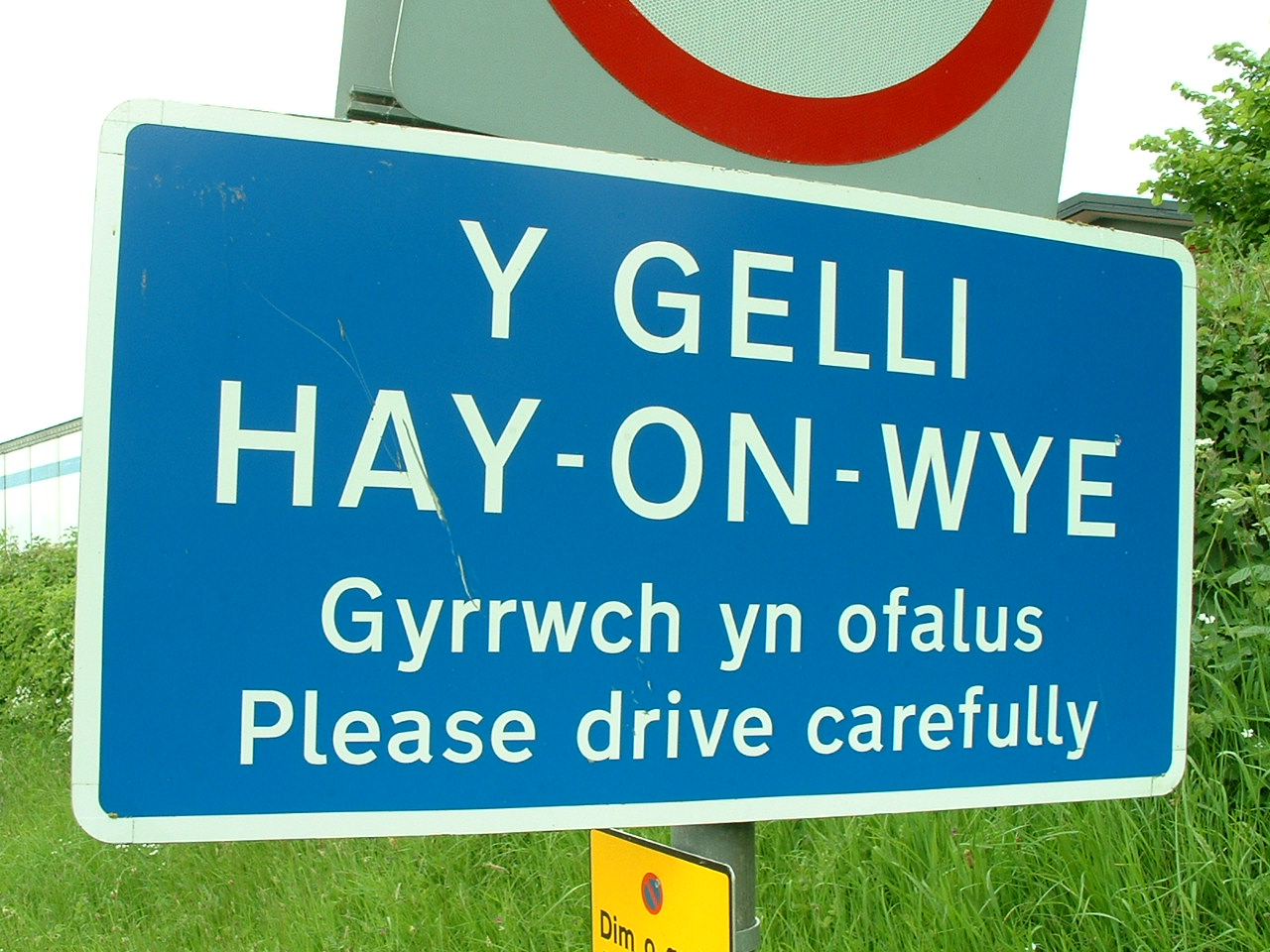
Tweetalig verkeersbord

Met name het gebruik van Engels als voertaal in het onderwijs heeft geleid tot een sterke afname van het aantal moedertaalsprekers. Aan het begin van de 20e eeuw was het Engels al de dominante taal in Wales. Volgens de volkstelling van 1911 waren er 977.366 Welshsprekers in Wales. In 1991 was dat aantal teruggelopen tot 510.920.
Na de Eerste Wereldoorlog bleef het aantal sprekers dalen als gevolg van de sociaal-economische problemen in Wales. In die tijd begon de Labourpartij, die weinig waarde hechtte aan de Welshe taal, aan aanhang te winnen. Als tegenreactie werd in 1925 Plaid Cymru opgericht, een centrumlinkse politieke partij die zich inzet voor het behoud van de Welshe taal en cultuur.
De regering van Wales spant zich vandaag in om de verspreiding van het Welsh te stimuleren. Sinds het eind van de 20e eeuw is het aantal sprekers weer langzaam aan het stijgen. In 1993 werd de Bwrdd yr Iaith Gymraeg opgericht, een organisatie die tot doel heeft het gebruik van het Welsh te ondersteunen en te bevorderen. Het orgaan werd in 2012 vervangen door een taalcommissaris.
Er zijn tegenwoordig veel scholen en universiteiten, die zowel in het Welsh als het Engels lesgeven. Alle overheidsdiensten in Wales zijn tweetalig. Er zijn kranten, tijdschriften en radiozenders in het Welsh, en sinds 1982 bestaat er ook de Welshtalige omroep S4C.
Het Welsh geldt bovendien als een belangrijke identiteitsvormende factor voor de bevolking van Wales, ook voor inwoners die de taal niet meer beheersen.

verspreiding van het Welsh sinds 1750
1750
1800
1850
1900

## Woordenschat

### Erfwoorden
Welsh maakt deel uit van de Keltische tak van de Indo-Europese talen. Binnen de Indo-Europese taalfamilie zijn de Keltische talen nauw verwant aan de Italische talen. Daarom spreekt men soms van de Italo-Keltische talen. De Keltische talen worden ingedeeld bij de kentumtalen.
| kentumtalen | kentumtalen | kentumtalen | kentumtalen | kentumtalen | kentumtalen | satemtalen | satemtalen | satemtalen     | satemtalen | satemtalen | Proto- Indo- Europees | vertaling |
| Welsh       | Oudiers     | Latijn      | Grieks      | Gotisch     | Tochaars    | Armeens    | Litouws    | Kerk- slavisch | Avestisch  | Sanskriet  | Proto- Indo- Europees | vertaling |
| ----------- | ----------- | ----------- | ----------- | ----------- | ----------- | ---------- | ---------- | -------------- | ---------- | ---------- | --------------------- | --------- |
| brawd       | bráthair    | frater      | phrátēr     | brōþar      | pracar      | ełbayr     | brolis     | bratrŭ         | brātar     | bhrā́tṛ     | *bʰréh₂tēr            | broer     |
| ci          | cú          | canis       | kúōn        | hunds       | ku          | šun        | šuo        | sǫka           | spā        | śvā́        | *ḱwṓn                 | hond      |
| deg         | deich       | decem       | déka        | taihun      | śäk         | tasn       | dešimt     | desętĭ         | dasa       | dáśa       | *déḱm̥                 | tien      |
| drws        | dorus       | foris       | thúra       | daur        | twere       | duṙn       | durys      | dvorŭ          | dvarəm     | dvā́r       | *dʰwṓr                | deur      |
| mis         | mí          | mensis      | mḗn         | mēnōþs      | mañ         | amis       | mėnuo      | měsęcĭ         | mā̊ŋh       | mā́sa       | *mḗh₁n̥s               | maand     |
| newydd      | núa         | novus       | néos        | niujis      | ñu          | nor        | naujas     | novŭ           | nava       | náva       | *néwos                | nieuw     |

De erfwoordenschat van het Welsh is van Keltische oorsprong. Het Welsh is nauw verwant aan het Bretons en het uitgestorven Cornisch. Ze vormen samen de Britse talen.
| Brits  | Brits   | Brits    | Taalreconstructie | Taalreconstructie | vertaling |
| Welsh  | Bretons | Cornisch | Proto- Brits      | Proto- Keltisch   | vertaling |
| ------ | ------- | -------- | ----------------- | ----------------- | --------- |
| buwch  | buoc'h  | bugh     | *bʉx              | *boukkā           | koe       |
| calon  | kalon   | colon    | *kalon            | *kalonā           | hart      |
| dafad  | dañvad  | davas    | *daβ̃ad            | *dametos          | schaap    |
| iaith  | yezh    | yeth     | *jeiθ             | *yextis           | taal      |
| llygad | lagad   | lagas    | *llugad           | *liketi           | oog       |
| tywyll | teñval  | tewal    | *tɨβ̃uɨl           | *temeslos         | donker    |

De overgebleven Keltische talen

Hogerop is het Welsh ook verwant aan het Iers, het Schots-Gaelisch en het Manx, samen de Gaelische talen. De Britse en de Gaelische talen zijn zo'n 2500 à 3000 jaar geleden afgesplitst van een gemeenschappelijke voorouder. Dat is beduidend vroeger dan in de meeste andere Indo-Europese taalfamilies.
| Brits | Brits   | Gaelisch | Gaelisch         | Proto- Keltisch | vertaling |
| Welsh | Bretons | Iers     | Schots- Gaelisch | Proto- Keltisch | vertaling |
| ----- | ------- | -------- | ---------------- | --------------- | --------- |
| afal  | aval    | úll      | ubhal            | *abalom         | appel     |
| gafr  | gavr    | gabhar   | gabhor           | *gabros         | geit      |
| mawr  | meur    | mór      | mòr              | *māros          | groot     |
| tân   | tan     | tine     | teine            | *teɸnets        | vuur      |
| tŷ    | ti      | teach    | taigh            | *tegos          | huis      |
| wy    | vi      | ubh      | ugh              | *āuyom          | ei        |

De Britse talen worden soms P-Keltische talen genoemd, omdat het foneem /kʷ/ uit het Proto-Keltisch in de Britse talen geëvolueerd is naar een labiaal.
| P-Keltisch | P-Keltisch | Q-Keltisch | Q-Keltisch       | Proto- Keltisch | vertaling |
| Welsh      | Bretons    | Iers       | Schots- Gaelisch | Proto- Keltisch | vertaling |
| ---------- | ---------- | ---------- | ---------------- | --------------- | --------- |
| mab        | mab        | mac        | mac              | *makʷos         | zoon      |
| pedwar     | pevar      | ceathair   | ceithir          | *kʷetwares      | vier      |
| pen        | penn       | ceann      | ceann            | *kʷennom        | hoofd     |
| peth       | pezh       | cuid       | cuid             | *kʷesdis        | ding      |
| pump       | pemp       | cúig       | còig             | *kʷenkʷe        | vijf      |
| pwy        | piv        | cé         | cò               | *kʷēs           | wie       |

### Leenwoorden

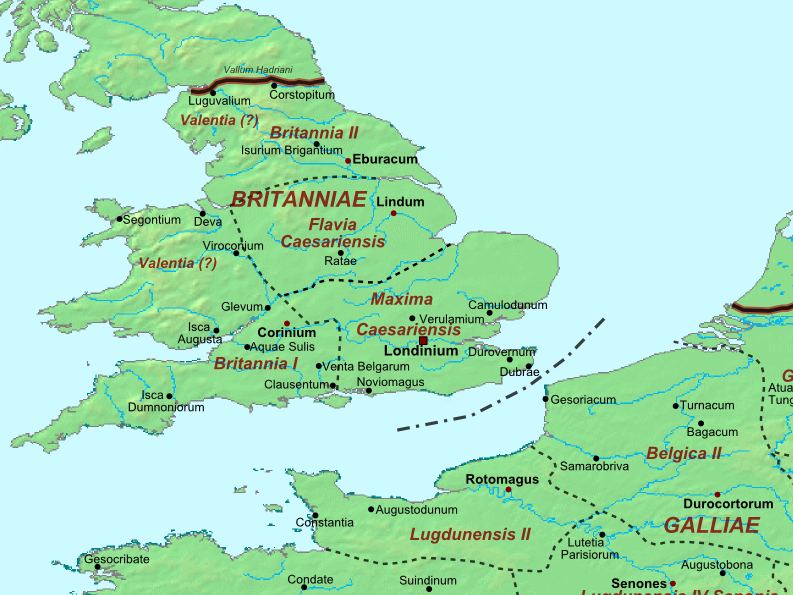
De Romeinse provincie Brittannië

Doordat Brittannië een Romeinse provincie was, heeft het Welsh een verregaande invloed van het Latijn ondergaan. In de oudste basiswoordenschat van het Welsh treft men meer Latijnse leenwoorden aan dan in de Germaanse talen, die vóór de Grote Volksverhuizing hoofdzakelijk werden gesproken aan de grenzen van het Romeinse Rijk door volken die vooral door handel in aanraking kwamen met het Latijn.
| Latijnse leenwoorden | Latijnse leenwoorden | Germaanse erfwoorden | Germaanse erfwoorden |
| Welsh                | Latijn               | Nederlands           | Proto- Germaans      |
| -------------------- | -------------------- | -------------------- | -------------------- |
| braich               | bracchium            | arm                  | *armaz               |
| cwmwl                | cumulus              | wolk                 | *wulkaną             |
| gwydr                | vitrum               | glas                 | *glasą               |
| lleidr               | latro                | dief                 | *þeubaz              |
| morthwyl             | martellus            | hamer                | *hamaraz             |
| sych                 | siccus               | droog                | *draugi              |

De verregaande invloed van het Latijn blijkt ook uit de namen van de dagen van de week. In de Germaanse talen zijn de meeste namen leenvertalingen, waarin de Romeinse goden zijn vervangen door Germaanse tegenhangers. In het Welsh daarentegen is het tweede lid altijd een verbastering van de oorspronkelijke Latijnse naam.
| gedeeltelijke leenvertalingen | gedeeltelijke leenvertalingen | leenvertalingen | leenvertalingen      |
| Welsh                         | Latijn                        | Nederlands      | Proto- West-Germaans |
| ----------------------------- | ----------------------------- | --------------- | -------------------- |
| dydd Llun                     | dies Lunae                    | maandag         | *mānini dag          |
| dydd Mawrth                   | dies Martis                   | dinsdag         | *Tīwas dag           |
| dydd Mercher                  | dies Mercurii                 | woensdag        | *Wōdanas dag         |
| dydd Iau                      | dies Iovis                    | donderdag       | *Þunras dag          |
| dydd Gwener                   | dies Veneris                  | vrijdag         | *Frījā dag           |
| dydd Sadwrn                   | dies Saturni                  | zaterdag        | *Sāturnas dag        |
| dydd Sul                      | dies Solis                    | zondag          | *sunnōn dag          |
| 1. 2. 3.                      |                               |                 |                      |

Vanaf de Angelsaksische kolonisatie van Brittannië kwam het Welsh ook in aanraking met Germaanse leenwoorden.
| Welsh | Oudengels | vertaling |
| ----- | --------- | --------- |
| bwrdd | bord      | tafel     |
| capan | cæppe     | pet       |
| cist  | ċist      | kist      |
| hebog | heafoc    | havik     |
| het   | hæt       | hoed      |
| rhaca | raca      | hark      |

Sindsdien is het Engels altijd de belangrijkste bron van leenwoorden gebleven.
| Welsh  | Engels | vertaling |
| ------ | ------ | --------- |
| cacen  | cake   | taart     |
| fforc  | fork   | vork      |
| potel  | bottle | fles      |
| sgarff | scarf  | sjaal     |
| silff  | shelf  | plank     |
| stryd  | street | straat    |

De spelling van nieuwe Engelse leenwoorden wordt altijd aangepast aan het Welsh.
| Welsh  | Engels  | vertaling |
| ------ | ------- | --------- |
| beic   | bike    | fiets     |
| ffatri | factory | fabriek   |
| ffôn   | phone   | telefoon  |
| pensil | pencil  | potlood   |
| siop   | shop    | winkel    |
| twrci  | turkey  | kalkoen   |

### Leenvertalingen
De grote invloed van het Engels blijkt ook uit de talloze leenvertalingen.
| Welsh       | ontleding                           | Engels     | vertaling   |
| ----------- | ----------------------------------- | ---------- | ----------- |
| bysellfwrdd | bysell ('sleutel') + bwrdd ('bord') | keyboard   | toetsenbord |
| goleudy     | golau ('licht') + tŷ ('huis')       | lighthouse | vuurtoren   |
| lle tân     | lle ('plaats') + tân ('vuur')       | fireplace  | haard       |
| papur wal   | papur ('papier') + wal ('muur')     | wallpaper  | behang      |
| pinafal     | pin ('den') + afal ('appel')        | pineapple  | ananas      |
| tŷ gwydr    | tŷ ('huis') + gwydr ('glas')        | glasshouse | broeikas    |

### Nieuwvormingen
In tegenstelling tot het Engels heeft het Welsh vanaf de renaissance een taalpuristische stroming gekend. Het Welsh maakt aanzienlijk meer dan het Engels gebruik van samenstellingen en afleidingen om nieuwe begrippen te ijken.
| Welsh        | ontleding                                       | Engels      | vertaling     |
| ------------ | ----------------------------------------------- | ----------- | ------------- |
| arddodiad    | ar- ('op-') + dodi ('leggen') + -iad (≈ '-ing') | preposition | voorzetsel    |
| cerddoriaeth | cerddor ('muzikant') + -iaeth (≈ '-schap')      | music       | muziek        |
| geiriadur    | gair ('woord') + -iadur (≈ '-aar, -enaar')      | dictionary  | woordenboek   |
| llyfrgell    | llyfr ('boek') + cell ('cel, kamer, plaats')    | library     | bibliotheek   |
| prifddinas   | prif ('hoofd, overste') + dinas ('stad')        | capital     | hoofdstad     |
| trydan       | try- (≈ 'door-, per-, dia-') + tân ('vuur')     | electricity | elektriciteit |

## Klankleer

### Klankinventaris
De klankinventaris van het Welsh bevat een aantal klanken die zeldzaam zijn in Europese talen. Kenmerkend voor het Welsh zijn de stemloze alveolaire laterale fricatief /ɬ/, de stemloze nasalen /m̥/, /n̥/ en /ŋ̊/, en de stemloze alveolaire vibrant /r̥/.
|             |                | labiaal       | labiaal  | labiaal  | dentaal | alveolaar | alveolaar | post- alveolaar | palataal | velaar | uvulaar | glottaal |
| bilabiaal   | labio- dentaal | labio- velaar | centraal | lateraal | dentaal |           |           | post- alveolaar | palataal | velaar | uvulaar | glottaal |
| ----------- | -------------- | ------------- | -------- | -------- | ------- | --------- | --------- | --------------- | -------- | ------ | ------- | -------- |
| nasaal      | steml.         | m̥             |          |          |         | n̥         |           |                 |          | ŋ̊      |         |          |
| nasaal      | stemh.         | m             |          |          |         | n         |           |                 |          | ŋ      |         |          |
| plosief     | steml.         | p             |          |          |         | t         |           |                 |          | k      |         |          |
| plosief     | stemh.         | b             |          |          |         | d         |           |                 |          | ɡ      |         |          |
| affricaat   | steml.         |               |          |          |         |           |           | (tʃ)            |          |        |         |          |
| affricaat   | stemh.         |               |          |          |         |           |           | (dʒ)            |          |        |         |          |
| fricatief   | steml.         |               | f        |          | θ       | s         | ɬ         | ʃ               | ç        |        | χ       | h        |
| fricatief   | stemh.         |               | v        |          | ð       | (z)       |           |                 |          |        |         |          |
| vibrant     | steml.         |               |          |          |         | r̥         |           |                 |          |        |         |          |
| vibrant     | stemh.         |               |          |          |         | r         |           |                 |          |        |         |          |
| approximant | approximant    |               |          | w        |         |           | l         |                 | j        |        |         |          |

De fonemen /dʒ/, /tʃ/ en /z/ komen alleen voor in recente leenwoorden. De stemloze nasalen /m̥/, /n̥/, /ŋ̊/ komen voort uit nasale mutatie. De stemloze palatale fricatief /ç/ komt alleen voor als een gevolg van assimilatie.
|          | voor | voor | centraal | centraal | achter | achter |
| kort     | lang | kort | lang     | kort     | lang   |        |
| -------- | ---- | ---- | -------- | -------- | ------ | ------ |
| gesloten | ɪ    | iː   | ɨ̞        | ɨː       | ʊ      | uː     |
| midden   | ɛ    | eː   | ə        | əː       | ɔ      | oː     |
| open     |      |      | a        | aː       |        |        |

Klinkerformanten van een Welshspreker uit Bangor

De klinkers /ɨ̞/ en /ɨː/ komen alleen voor in de noordelijke dialecten. In het zuiden van Wales worden ze vervangen door /ɪ/ en /iː/. In de zuidelijke dialecten is er een contrast tussen korte en lange klinkers in beklemtoonde lettergrepen. In het noorden bestaat dat contrast alleen in beklemtoonde eindlettergrepen en in woorden van één lettergreep.
|          | voor      | centraal  | achter    |
| -------- | --------- | --------- | --------- |
| gesloten | ʊi        | ʊɨ        | ɪu, ɨu    |
| midden   | əi/ɛi, ɔi | əɨ/ɛɨ, ɔɨ | əu/ɛu, ɔu |
| open     | ai        | aɨ, aːɨ   | au        |

Tweeklanken met het foneem /ɨ/ komen alleen voor in het noorden van Wales. In de zuidelijke dialecten wordt /ʊɨ/ vervangen door /ʊi/, /ɨu, əɨ, ɔɨ/ worden /ɪu, əi, ɔi/, en /aɨ, ɑːɨ/ worden /ai/.

### Klemtoon
De klemtoon ligt in het Welsh vrijwel altijd op de voorlaatste lettergreep. In bepaalde gevallen, zoals bij werkwoorden op -au, valt de klemtoon op de laatste lettergreep. Uitzonderingen op de regel worden meestal aangeduid met een klemtoonteken. Omdat de klemtoon steeds naar achteren verschuift, kunnen verwante woorden soms heel anders gaan klinken, wanneer er gebonden morfemen aan het eind van een woord worden toegevoegd.
| voorbeeld       | uitspraak         | vertaling     |
| --------------- | ----------------- | ------------- |
| ysgrif          | /ˈəsgrɪv/         | opstel        |
| ysgrifen        | /əsˈgrɪvɛn/       | geschrift     |
| ysgrifennydd    | /əsgrɪˈvɛnɨð/     | secretaris    |
| ysgrifenyddes   | /əsɡrɪvɛˈnəðɛs/   | secretaresse  |
| ysgrifenyddesau | /əsɡrɪvɛnəˈðɛsaɨ/ | secretaresses |

## Spelling en uitspraak

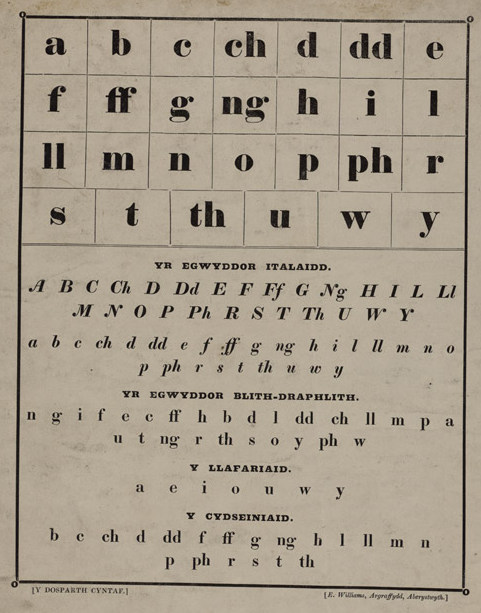
Welshe alfabetkaart uit de 19e eeuw

Het Welsh wordt geschreven in een Latijns schrift, waar acht digrafen aan zijn toegevoegd. Ze worden behandeld als afzonderlijke letters.
| letter | klank    | voorbeeld | uitspraak   | vertaling |
| ------ | -------- | --------- | ----------- | --------- |
| a      | a, ɑː    | arian     | /ˈarjan/    | geld      |
| b      | b        | blodyn    | /ˈblɔdɨ̞n/   | bloem     |
| c      | k        | cig       | /kiːɡ/      | vlees     |
| ch     | χ        | chwech    | /χweːχ/     | zes       |
| d      | d        | dyn       | /dɨːn/      | man       |
| dd     | ð        | dydd      | /dɨːð/      | dag       |
| e      | ɛ, eː    | seren     | /ˈsɛrɛn/    | ster      |
| f      | v        | afal      | /ˈaval/     | appel     |
| ff     | f        | ffordd    | /fɔrð/      | weg       |
| g      | ɡ        | gwin      | /ɡwiːn/     | wijn      |
| ng     | ŋ        | llong     | /ɬɔŋ/       | schip     |
| h      | h        | hufen     | /ˈhɨ̞vɛn/    | room      |
| i      | ɪ, iː, j | hir       | /hiːr/      | lang      |
| j      | dʒ       | garej     | /ˈɡarɛdʒ/   | garage    |
| l      | l        | melyn     | /ˈmɛlɨ̞n/    | geel      |
| ll     | ɬ        | llyfr     | /ɬɨ̞vr/      | boek      |
| m      | m        | merch     | /mɛrχ/      | meisje    |
| n      | n        | newydd    | /ˈnɛu̯.ɨ̞ð/   | nieuw     |
| o      | ɔ, oː    | coch      | /koːχ/      | rood      |
| p      | p        | pobl      | /pɔbl/      | volk      |
| ph     | f        | triphlyg  | /ˈtrɪflɨːɡ/ | drievoud  |
| r      | r        | bara      | /ˈbara/     | brood     |
| rh     | r̥        | rhif      | /r̥iːv/      | getal     |
| s      | s        | siswrn    | /ˈsɪsʊrn/   | schaar    |
| t      | t        | tarw      | /ˈtaruː/    | stier     |
| th     | θ        | gwaith    | /ɡwai̯θ/     | werk      |
| u      | ɨ̞, ɨː    | llun      | /ɬɨːn/      | beeld     |
| w      | ʊ, uː, w | cwrw      | /ˈkʊruː/    | bier      |
| y      | ɨ̞, ɨː, ə | llythyr   | /ˈɬəθɨ̞r/    | brief     |

Het Welsh maakt ook gebruik van verschillende klinkercombinaties om tweeklanken weer te geven.
| letters | klank    | voorbeeld | uitspraak   | vertaling  |
| ------- | -------- | --------- | ----------- | ---------- |
| ae      | ɑːɨ̯, eːɨ̯ | llaeth    | /ɬɑːɨ̯θ/     | melk       |
| ai      | ai̯       | blaidd    | /blai̯ð/     | wolf       |
| au      | aɨ̯       | haul      | /haɨ̯l/      | zon        |
| aw      | au̯, ɑːu̯  | awr       | /au̯r/       | uur        |
| ei      | ɛi̯       | eira      | /ˈei̯ra/     | sneeuw     |
| eu      | əɨ̯       | teulu     | /ˈtəɨ̯lɨ/    | gezin      |
| ew      | ɛu̯, eːu̯  | llew      | /ɬeːu̯/      | leeuw      |
| ey      | eɨ̯       | teyrnas   | /ˈteɨ̯rnas/  | koninkrijk |
| iw      | ɪu̯       | heddiw    | /ˈhɛðɪu̯/    | vandaag    |
| oe      | ɔɨ̯, ɔːɨ̯  | ddoe      | /ðɔːɨ̯/      | gisteren   |
| oi      | ɔi̯       | rhoi      | /r̥ɔi̯/       | geven      |
| ou      | ɔɨ̯, ɔːɨ̯  | cyffrous  | /ˈkəfrɔːɨ̯s/ | spannend   |
| ow      | ɔu̯       | powlen    | /ˈpɔu̯lɛn/   | kom        |
| uw      | ɨu̯       | uwd       | /ɨ̞u̯d/       | pap        |
| wy      | ʊɨ̯, uɨ̯   | llwy      | /ɬuɨ̯/       | lepel      |
| yw      | ɨu̯, əu̯   | byw       | /bɨu̯/       | wonen      |

De grafemen ⟨w⟩ en ⟨y⟩ worden als klinkers gezien. Het foneem /ʃ/ wordt meestal als ⟨si⟩ geschreven, zoals in siarad ('spreken') of siwgr ('suiker'). De klanken /m̥/, /n̥/ en /ŋ̊/, die een gevolg zijn van nasale mutatie, worden weergegeven als ⟨mh⟩, ⟨nh⟩ en ⟨ngh⟩. De ⟨j⟩ wordt alleen gebruikt in recente leenwoorden uit het Engels, zoals garej ('garage'), om het foneem /dʒ/ weer te geven. De grafemen ⟨k⟩, ⟨q⟩, ⟨v⟩, ⟨x⟩ en ⟨z⟩ worden gebruikt in een aantal technische termen, maar ze kunnen steeds worden vervangen door een Welshe spelling. De ⟨k⟩ raakte in onbruik in de 16e eeuw.
Het meest voorkomende diakritische teken is de circumflexus, zoals in dŵr ('water') en in môr ('zee'), die wordt gebruikt om lange klinkers te markeren. Daarnaast maakt het Welsh ook gebruik van de acutus, zoals in jiráff ('giraf'), om een afwijkende klemtoon aan te duiden, en van het trema, zoals in sgïo ('skiën'), om losse klinkers te onderscheiden van tweeklanken.

## Spraakkunst

### Beginmutaties
Een typisch kenmerk van alle nog bestaande Keltische talen zijn de beginmutaties (treigladau). Dat zijn klankverschuivingen waarbij de beginklank van een woord verandert op basis van de grammaticale en syntactische context. De klankverschuivingen zijn niet louter fonetisch. Ze hangen af van de congruerende woorden (lidwoord, bezittelijk voornaamwoord, voorzetsel) of van de functie in de zin (onderwerp, lijdend voorwerp, bijwoordelijke bepaling). De drie soorten mutaties in het Welsh zijn lenitie (treiglad meddal), nasalisatie (treiglad trwynol) en aspiratie (treiglad llaes).
Het bezittelijk voornaamwoord fy ('mijn') veroorzaakt nasalisatie, dy ('jouw') veroorzaakt lenitie, en ei ('haar') veroorzaakt aspiratie.
| basisvorm | basisvorm | mutaties    | mutaties | mutaties  |
| basisvorm | basisvorm | nasalisatie | lenitie  | aspiratie |
| Welsh     | vertaling | nasalisatie | lenitie  | aspiratie |
| --------- | --------- | ----------- | -------- | --------- |
| pen       | hoofd     | fy mhen     | dy ben   | ei phen   |
| troed     | voet      | fy nhroed   | dy droed | ei throed |
| ceg       | mond      | fy ngheg    | dy geg   | ei cheg   |
| brawd     | broer     | fy mrawd    | dy frawd | —         |
| dant      | tand      | fy nant     | dy ddant | —         |
| gardd     | tuin      | fy ngardd   | dy ardd  | —         |
| mab       | zoon      | —           | dy fab   | —         |
| llaw      | hand      | —           | dy law   | —         |
| rhan      | deel      | —           | dy ran   | —         |
| enw       | naam      | —           | —        | ei henw   |
| 1. 2.     |           |             |          |           |

### Lidwoord
Het Welsh heeft alleen een bepaald lidwoord. Dat lidwoord heeft drie fonologisch bepaalde alternanten. Wanneer het volgende woord begint met een klinker of met het foneem /h/, wordt omwille van de welluidendheid de vorm yr gebruikt. Als het voorafgaande woord eindigt op een klinker, wordt de vorm 'r gebruikt om een klinkerbotsing te vermijden, ongeacht de volgende klank. In alle andere gevallen wordt de basisvorm y gebruikt. Het woordgeslacht kan niet worden afgeleid van het lidwoord.
| Welsh            | vertaling          |
| ---------------- | ------------------ |
| crys             | een hemd           |
| y sgert          | de rok             |
| y crys a'r sgert | het hemd en de rok |
| yr esgid         | de schoen          |
| yr hosan         | de sok             |

### Zelfstandig naamwoord
Het Welsh maakt een onderscheid tussen mannelijke en vrouwelijke zelfstandige naamwoorden, maar het woordgeslacht kan niet worden afgeleid van het lidwoord. Er treedt wél lenitie op bij de bijvoeglijke naamwoorden die congrueren met vrouwelijke woorden. Er treedt bovendien ook lenitie op bij de vrouwelijke zelfstandige naamwoorden zelf, als ze bij een bepaald lidwoord of bij het telwoord un ('één') staan.
Het vrouwelijke woord cath ('kat') wordt:
| Welsh       | vertaling      |
| ----------- | -------------- |
| cath ddu    | een zwarte kat |
| y gath ddu  | de zwarte kat  |
| un gath ddu | één zwarte kat |

In tegenstelling tot het mannelijke woord ci ('hond'):
| Welsh    | vertaling       |
| -------- | --------------- |
| ci du    | een zwarte hond |
| y ci du  | de zwarte hond  |
| un ci du | één zwarte hond |

Wanneer een vrouwelijk zelfstandig naamwoord in het meervoud staat, blijft de beginklank ongewijzigd.
|           | enkelvoud | enkelvoud | meervoud  | meervoud  |
| Welsh     | vertaling | Welsh     | vertaling |           |
| --------- | --------- | --------- | --------- | --------- |
| onbepaald | telyn     | een harp  | telynau   | harpen    |
| bepaald   | y delyn   | de harp   | y telynau | de harpen |

Er bestaan een vijftiental verschillende uitgangen om het meervoud te vormen (-au, -i, -iau, -ion, -od, -oedd, -on, -ydd ...). Het gebruik ervan is moeilijk in regels te vatten.
| Welsh     | Welsh    | vertaling |
| enkelvoud | meervoud | vertaling |
| --------- | -------- | --------- |
| afon      | afonydd  | rivier    |
| clust     | clustiau | oor       |
| cranc     | crancod  | krab      |
| eglwys    | eglwysi  | kerk      |
| llyfr     | llyfrau  | boek      |
| meddyg    | meddygon | arts      |
| ynys      | ynysoedd | eiland    |
| ysgol     | ysgolion | school    |

Regelmatig wordt het meervoud gevormd door een klinkerwisseling of door de combinatie van een klinkerwisseling en een uitgang.
| Welsh     | Welsh     | vertaling |
| enkelvoud | meervoud  | vertaling |
| --------- | --------- | --------- |
| arth      | eirth     | beer      |
| bachgen   | bechgyn   | jongen    |
| carw      | ceirw     | hert      |
| chwaer    | chwiorydd | zus       |
| gafr      | geifr     | geit      |
| neidr     | nadroedd  | slang     |

Er zijn zelfstandige naamwoorden die het enkelvoud (nomen unitatis) afleiden van een verzamelnaam.
| Welsh    | Welsh     | vertaling |
| meervoud | enkelvoud | vertaling |
| -------- | --------- | --------- |
| adar     | aderyn    | vogel     |
| dail     | deilen    | blad      |
| llygod   | llygoden  | muis      |
| moch     | mochyn    | varken    |
| plant    | plentyn   | kind      |
| selsig   | selsigen  | worst     |

Na telwoorden staat het zelfstandig naamwoord in het enkelvoud.
| Welsh       | vertaling    |
| ----------- | ------------ |
| y sbectol   | de bril      |
| y sbectolau | de brillen   |
| deg sbectol | tien brillen |

### Bijvoeglijk naamwoord
Een beperkt aantal bijvoeglijke naamwoorden heeft een eigen vrouwelijke vorm, maar de overgrote meerderheid van de bijvoeglijke naamwoorden gebruikt dezelfde vorm voor mannelijk als voor vrouwelijk.
| Welsh     | Welsh      | vertaling |
| mannelijk | vrouwelijk | vertaling |
| --------- | ---------- | --------- |
| gwyn      | gwen       | wit       |
| trwm      | trom       | zwaar     |

Na vrouwelijke zelfstandige naamwoorden treedt lenitie op bij het bijvoeglijk naamwoord.
| Welsh        | vertaling         |
| ------------ | ----------------- |
| bachgen bach | een kleine jongen |
| merch fach   | een klein meisje  |

De trappen van vergelijking hebben een afzonderlijke trap om gelijkheid uit te drukken, naast de vergrotende en de overtreffende trap.
|           | positief | equatief      | comparatief | superlatief |
| --------- | -------- | ------------- | ----------- | ----------- |
| Welsh     | hardd    | cyn hardded â | harddach na | yr harddaf  |
| vertaling | mooi     | zo mooi als   | mooier dan  | de mooiste  |

### Werkwoord
In de moderne spreektaal zijn er maar enkele synthetische werkwoordsvormen over. Er zijn bovendien vaak perifrastische alternatieven.
|               |            | enkelvoud   | meervoud    |
| ------------- | ---------- | ----------- | ----------- |
| preteritum    | 1e pers.   | gwelais i   | gwelon ni   |
| preteritum    | 2e pers.   | gwelaist ti | gweloch chi |
| preteritum    | 3e pers.   | gwelodd e   | gwelon nhw  |
| futurum       | 1e pers.   | gwela i     | gwelwn ni   |
| futurum       | 2e pers.   | gweli di    | gwelwch chi |
| futurum       | 3e pers.   | gwelith e   | gwelan nhw  |
| conditionalis | 1e pers.   | gwelwn i    | gwelen ni   |
| conditionalis | 2e pers.   | gwelet ti   | gwelech chi |
| conditionalis | 3e pers.   | gwelai fe   | gwelen nhw  |
| imperatief    | imperatief | gwela!      | gwelwch!    |

De belangrijkste werkwoordstijden worden gevormd met het werkwoord bod ('zijn'). De vervoeging is onregelmatig.
|               |            | stellend   | stellend     | vragend    | vragend      | ontkennend | ontkennend   |
| enkelvoud     | meervoud   | enkelvoud  | meervoud     | enkelvoud  | meervoud     |            |              |
| ------------- | ---------- | ---------- | ------------ | ---------- | ------------ | ---------- | ------------ |
| presens       | 1e pers.   | dw i       | dyn ni       | ydw i?     | ydyn ni?     | dw i       | dyn ni       |
| presens       | 2e pers.   | rwyt ti    | dych chi     | wyt ti?    | ydych chi?   | dwyt ti    | dych chi     |
| presens       | 3e pers.   | mae e      | maen nhw     | ydy e?     | ydyn nhw?    | dydy e     | dydyn nhw    |
| preteritum    | 1e pers.   | bues i     | buon ni      | fues i?    | fuon ni?     | fues i     | fuon ni      |
| preteritum    | 2e pers.   | buest ti   | buoch chi    | fuest ti?  | fuoch chi?   | fuest ti   | fuoch chi    |
| preteritum    | 3e pers.   | buodd e    | buon nhw     | fuodd e?   | fuon nhw?    | fuodd e    | fuon nhw     |
| imperfectum   | 1e pers.   | roeddwn i  | roedden ni   | oeddwn i?  | oedden ni?   | doeddwn i  | doedden ni   |
| imperfectum   | 2e pers.   | roeddet ti | roeddech chi | oeddet ti? | oeddech chi? | doeddet ti | doeddech chi |
| imperfectum   | 3e pers.   | roedd e    | roeddyn nhw  | oedd e?    | oeddyn nhw?  | doedd e    | doeddyn nhw  |
| futurum       | 1e pers.   | bydda i    | byddwn ni    | fydda i?   | fyddwn ni?   | fydda i    | fyddwn ni    |
| futurum       | 2e pers.   | byddi di   | byddwch chi  | fyddi di?  | fyddwch chi? | fyddi di   | fyddwch chi  |
| futurum       | 3e pers.   | bydd e     | byddan nhw   | fydd e?    | fyddan nhw?  | fydd e     | fyddan nhw   |
| conditionalis | 1e pers.   | byddwn i   | bydden ni    | fyddwn i?  | fydden ni?   | fyddwn i   | fydden ni    |
| conditionalis | 2e pers.   | byddet ti  | byddech chi  | fyddet ti? | fyddech chi? | fyddet ti  | fyddech chi  |
| conditionalis | 3e pers.   | byddai fe  | bydden nhw   | fyddai fe? | fydden nhw?  | fyddai fe  | fydden nhw   |
| imperatief    | imperatief | bydda!     | byddwch!     | —          | —            | —          | —            |

### Telwoord
Het traditionele Welshe talstelsel hanteert 20 als grondtal. De Welshe getallen van 11 tot 14 zijn "x + 10", 16 tot 19 zijn "x + 15", 21 tot 39 zijn "x + 20", 40 is "2 × 20", 60 is "3 × 20", enz. Daarnaast bestaat er ook een tiendelig talstelsel. Het systeem ontstond in Patagonië en werd in de jaren 40 ook ingevoerd in Wales. Het traditionele stelsel wordt vooral nog gebruikt door de oudere generaties. Het is ook noodzakelijk bij rangtelwoorden en bij kloklezen. Tegenwoordig wordt het tiendelig stelsel aangeleerd op scholen in Wales.
|       | vigesimaal                 | vigesimaal      | decimaal      | decimaal   |
| Welsh | letterlijk                 | Welsh           | letterlijk    |            |
| ----- | -------------------------- | --------------- | ------------- | ---------- |
| 11    | un ar ddeg                 | 1 + 10          | un deg un     | 1 × 10 + 1 |
| 15    | pymtheg                    | 15              | un deg pump   | 1 × 10 + 5 |
| 16    | un ar bymtheg              | 1 + 15          | un deg chwech | 1 × 10 + 6 |
| 20    | hugain                     | 20              | dau ddeg      | 2 × 10     |
| 21    | un ar hugain               | 1 + 20          | dau ddeg un   | 2 × 10 + 1 |
| 30    | deg ar hugain              | 10 + 20         | tri deg       | 3 × 10     |
| 31    | un ar ddeg ar hugain       | 1 + 10 + 20     | tri deg un    | 3 × 10 + 1 |
| 40    | deugain                    | 2 × 20          | pedwar deg    | 4 × 10     |
| 41    | deugain ac un              | 2 × 20 + 1      | pedwar deg un | 4 × 10 + 1 |
| 50    | hanner cant                | 100 : 2         | pum deg       | 5 × 10     |
| 51    | hanner cant ac un          | 100 : 2 + 1     | pum deg un    | 5 × 10 + 1 |
| 60    | trigain                    | 3 × 20          | chwe deg      | 6 × 10     |
| 61    | trigain ac un              | 3 × 20 + 1      | chwe deg un   | 6 × 10 + 1 |
| 70    | deg a thrigain             | 10 + 3 × 20     | saith deg     | 7 × 10     |
| 71    | un ar ddeg a thrigain      | 1 + 10 + 3 × 20 | saith deg un  | 7 × 10 + 1 |
| 80    | pedwar ugain               | 4 × 20          | wyth deg      | 8 × 10     |
| 81    | pedwar ugain ac un         | 4 × 20 + 1      | wyth deg un   | 8 × 10 + 1 |
| 90    | deg a phedwar ugain        | 10 + 4 × 20     | naw deg       | 9 × 10     |
| 91    | un ar ddeg a phedwar ugain | 1 + 10 + 4 × 20 | naw deg un    | 9 × 10 + 1 |

### Voorzetsels
Zoals in alle andere Eiland-Keltische talen worden veel voorzetsels in het Welsh verbogen.
|               |               | Welsh      | vertaling |
| ------------- | ------------- | ---------- | --------- |
| 1e pers. enk. | 1e pers. enk. | arna i     | op mij    |
| 2e pers. enk. | 2e pers. enk. | arnat ti   | op jou    |
| 3e pers. enk. | m.            | arno fe    | op hem    |
| 3e pers. enk. | vr.           | arni hi    | op haar   |
| 1e pers. mv.  | 1e pers. mv.  | arnon ni   | op ons    |
| 2e pers. mv.  | 2e pers. mv.  | arnoch chi | op jullie |
| 3e pers. mv.  | 3e pers. mv.  | arnyn nhw  | op hen    |

De basisvorm wordt gebruikt, als er een naamwoordgroep op het voorzetsel volgt, bv. ar y bwrdd ('op de tafel').
Na veel voorzetsels treedt aspiratie, lenitie of nasalisatie op.
|             | Welsh         | basisvorm | vertaling    |
| ----------- | ------------- | --------- | ------------ |
| aspiratie   | gyda chyllell | cyllell   | met een mes  |
| lenitie     | ar gadair     | cadair    | op een stoel |
| nasalisatie | yng Nghymru   | Cymru     | in Wales     |

### Zinsbouw
Het Welsh is een klassiek voorbeeld van een VSO-taal. Dat wil zeggen dat de persoonsvorm aan het begin van de zin staat.
| zin       | Gwnaeth y disgybl yr ymarfer. | Gwnaeth y disgybl yr ymarfer. | Gwnaeth y disgybl yr ymarfer. | Gwnaeth y disgybl yr ymarfer. | Gwnaeth y disgybl yr ymarfer. |
| woorden   | gwnaeth                       | y                             | disgybl                       | yr                            | ymarfer                       |
| glossen   | doen.prt.3sg                  | def                           | leerling                      | def                           | oefening                      |
| ontleding | V                             | S                             | S                             | O                             | O                             |
| vertaling | De leerling deed de oefening. | De leerling deed de oefening. | De leerling deed de oefening. | De leerling deed de oefening. | De leerling deed de oefening. |

In de spreektaal worden werkwoordstijden veelal gevormd met het werkwoord bod ('zijn').
In de tegenwoordige tijd wordt bod gecombineerd met een werkwoordelijk zelfstandig naamwoord dat voorafgegaan wordt door yn, een partikel dat een progressief aspect markeert.
| zin       | Mae Gareth yn bwyta sbigoglys. | Mae Gareth yn bwyta sbigoglys. | Mae Gareth yn bwyta sbigoglys. | Mae Gareth yn bwyta sbigoglys. | Mae Gareth yn bwyta sbigoglys. |
| woorden   | mae                            | Gareth                         | yn                             | bwyta                          | sbigoglys                      |
| glossen   | zijn.prs.3sg                   | Gareth                         | prog                           | eten.vn                        | spinazie                       |
| vertaling | Gareth eet spinazie.           | Gareth eet spinazie.           | Gareth eet spinazie.           | Gareth eet spinazie.           | Gareth eet spinazie.           |

De verleden tijd wordt gevormd door het partikel yn te vervangen door wedi, een voorzetsel dat een perfectief aspect markeert.
| zin       | Mae Gareth wedi bwyta sbigoglys. | Mae Gareth wedi bwyta sbigoglys. | Mae Gareth wedi bwyta sbigoglys. | Mae Gareth wedi bwyta sbigoglys. | Mae Gareth wedi bwyta sbigoglys. |
| woorden   | mae                              | Gareth                           | wedi                             | bwyta                            | sbigoglys                        |
| glossen   | zijn.prs.3sg                     | Gareth                           | perf                             | eten.vn                          | spinazie                         |
| vertaling | Gareth heeft spinazie gegeten.   | Gareth heeft spinazie gegeten.   | Gareth heeft spinazie gegeten.   | Gareth heeft spinazie gegeten.   | Gareth heeft spinazie gegeten.   |

Het bezittelijk voornaamwoord wordt gewoonlijk versterkt door het gebruik van een persoonlijk voornaamwoord aan het eind van de naamwoordgroep.
| constituent | fy allwedd i | fy allwedd i | fy allwedd i |
| woorden     | fy           | allwedd      | i            |
| glossen     | 1sg          | sleutel      | ik           |
| vertaling   | mijn sleutel | mijn sleutel | mijn sleutel |

Het persoonlijk voornaamwoord wordt niet verbogen. Het bezittelijk voornaamwoord wordt gebruikt als lijdend voorwerp van het persoonlijk voornaamwoord.
| zin       | Mae Gwyneth wedi ein clywed ni. | Mae Gwyneth wedi ein clywed ni. | Mae Gwyneth wedi ein clywed ni. | Mae Gwyneth wedi ein clywed ni. | Mae Gwyneth wedi ein clywed ni. | Mae Gwyneth wedi ein clywed ni. |
| woorden   | mae                             | Gwyneth                         | wedi                            | ein                             | clywed                          | ni                              |
| glossen   | zijn.prs.3sg                    | Gwyneth                         | perf                            | 1pl                             | horen.vn                        | wij                             |
| vertaling | Gwyneth heeft ons gehoord.      | Gwyneth heeft ons gehoord.      | Gwyneth heeft ons gehoord.      | Gwyneth heeft ons gehoord.      | Gwyneth heeft ons gehoord.      | Gwyneth heeft ons gehoord.      |

In de naamwoordgroep staat het bijvoeglijk naamwoord meestal achter het zelfstandig naamwoord.
| constituent | y ceffyl ifanc  | y ceffyl ifanc  | y ceffyl ifanc  |
| woorden     | y               | ceffyl          | ifanc           |
| glossen     | def             | paard           | jong            |
| vertaling   | het jonge paard | het jonge paard | het jonge paard |

Enkele bijvoeglijke naamwoorden staan vóór het zelfstandig naamwoord. In zulke gevallen treedt lenitie op.
| constituent | yr hen geffyl  | yr hen geffyl  | yr hen geffyl  |
| woorden     | yr             | hen            | geffyl         |
| glossen     | def            | oud            | paard          |
| vertaling   | het oude paard | het oude paard | het oude paard |

Bezitsrelaties worden uitgedrukt met een bijstelling. De bezitsvorm wordt gevormd door naamwoordgroepen achter elkaar te plaatsen. Enkel de bezitter krijgt daarbij een lidwoord.
| constituent | ffenestr yr ystafell  | ffenestr yr ystafell  | ffenestr yr ystafell  |
| woorden     | ffenestr              | yr                    | ystafell              |
| glossen     | raam                  | def                   | kamer                 |
| vertaling   | het raam van de kamer | het raam van de kamer | het raam van de kamer |

## Stijlregisters
Modern Welsh heeft twee hoofdregisters, informeel Welsh (Cymraeg llafar) en literair Welsh (Cymraeg llenyddol). Informeel Welsh wordt gebruikt in de spreektaal en in de moderne schrijftaal. Literair Welsh staat dichter bij de taal zoals die werd gestandaardiseerd in de Bijbelvertaling van 1588. Het register wordt gebruikt in overheidsdocumenten en in traditionele literatuur. Literair Welsh vertoont niet de gewestelijke verschillen, die kenmerkend zijn voor informeel Welsh.
Literair Welsh onderscheidt zich door meer synthetische werkwoordsvormen, een verschillend gebruik van de werkwoordstijden, het achterwege laten van persoonlijke voornaamwoorden en een veel geringere tendens om Welshe erfwoorden te vervangen door Engelse leenwoorden. In literair Welsh komen bovendien meer archaïsche voornaamwoorden en beginmutaties voor.
| informeel Welsh       | literair Welsh          |
| --------------------- | ----------------------- |
| voornaamwoorden       | nulonderwerp            |
| perifrase             | synthese                |
| synthetisch futurum   | presens = futurum       |
| geen conjunctief      | conjunctief             |
| 3 pers. mv. op -n nhw | 3e pers. mv. op -nt hwy |

## Gewestelijke verschillen
Er bestaat op heden geen gesproken standaard voor het Welsh. In de jaren 70 is er een poging gedaan om de spreektaal te standaardiseren (Cymraeg byw), maar die poging is mislukt, omdat er onvoldoende rekening werd gehouden met de gewestelijke verschillen.
Er zijn met name belangrijke verschillen tussen de dialecten in het noorden en het zuiden van Wales, die tot uiting komen in de uitspraak, de woordenschat en de spraakkunst. Het belangrijkste verschilpunt is de uitspraak van de ⟨u⟩, die in het noorden klinkt als /ɨː/ en in het zuiden als /iː/. Een gevolg daarvan is dat de uitspraak van de grafemen ⟨i⟩ en ⟨u⟩ samenvalt in het Zuid-Welsh. Men spreekt er daarom van de letters i dot ("i punt") en u bedol ("u hoefijzer").
Drie voorbeelden van lexicale verschillen zijn de Noord-Welshe woorden llwynog ('vos'), popty ('oven') en tylluan ('uil') en hun Zuid-Welshe tegenhangers cadno, ffwrn en gwdihŵ. Al deze woorden gelden als standaardtaal.
Historisch wordt het Welshe taallandschap opgesplitst in vier dialectgebieden, die samenvallen met de ceremoniële graafschappen Dyfed, Gwent, Gwynedd en Powys. Daarnaast heeft zich in de 19e eeuw een vijfde dialect ontwikkeld in Y Wlafda, de Welshe nederzetting in Patagonië. Dat dialect wijkt vooral af van de Britse dialecten door het veelvuldige gebruik van Spaanse leenwoorden.

## Onderwijs

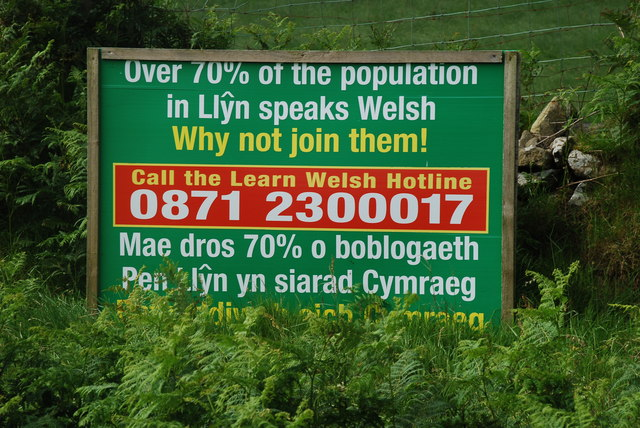
Reclamebord voor lessen Welsh

Onderwijs in het Welsh wordt Welsh-medium education (addysg cyfrwng Cymraeg) genoemd. In 1990 werd Welsh in het onderwijs verplicht tot 14 jaar. Sinds 1999 is de leeftijd opgetrokken naar 16. Alle leerlingen in reguliere scholen leren vandaag dus Welsh van hun 5e tot hun 16e.
De eerste Welshtalige school werd in 1939 opgericht in Aberystwyth en de eerste gemeenschapsschool in Llanelli in 1949. In de jaren 60 groeide de belangstelling voor Welsh taalonderwijs, omdat men geloofde dat leerlingen op Welshtalige scholen beter presteerden.
Op Welshtalige scholen wordt lesgegeven in het Welsh of in combinatie met het Engels. Sommige scholen bieden wiskunde en natuurwetenschappen aan in het Engels, omdat dat de internationale voertaal is in die vakgebieden. Andere scholen geloven dat de beste resultaten worden behaald door enkel Welsh als onderwijstaal te hanteren. Weer andere zijn van mening dat tweetaligheid het beste werkt.
Bij kinderen uit Welshsprekende gezinnen wordt Engels gewoonlijk op 7-jarige leeftijd geïntroduceerd. Tegen de leeftijd van 11 spreken ze doorgaans al Engels op C2-niveau. Door de dominante positie van het Engels in het openbare leven is het uitzonderlijk dat kinderen taalachterstand oplopen.

## Technologie
Zoals veel talen in de wereld is het Welsh in toenemende mate aanwezig op het internet. De Bwrdd yr Iaith Gymraeg heeft in 2006 een gegevensbank met genormaliseerde terminologieën geopend. Er bestaan verschillende Welshtalige gebruikersomgevingen, zoals voor Windows XP, Windows Vista, Windows 7, Microsoft Office, Open Office en Mozilla Firefox. Wikipedia heeft een Welshe versie sinds 2003 en Facebook sinds 2009.
In 2006 bracht de Bwrdd yr Iaith Gymraeg programmatuur uit die het gebruik van voorspellende tekstinvoer mogelijk maakt om Welshe tekstberichten te verzenden. In 2009 werd de Samsung S5600 gelanceerd, de eerste mobiele telefoon met een gebruikersomgeving en T9 in het Welsh. Er zijn ook verschillende applicaties voor iPhone in het Welsh ontwikkeld.

## Tekstvoorbeelden
Deze tekst is een uittreksel uit het Johannesevangelie in het Welsh.
| Nederlands | Welsh |
| --- | --- |
| In den beginne was het Woord, en het Woord was bij God, en het Woord was God. Dit was in den beginne bij God. Alle dingen zijn door Hetzelve gemaakt, en zonder Hetzelve is geen ding gemaakt, dat gemaakt is. In Hetzelve was het Leven, en het Leven was het Licht der mensen. En het Licht schijnt in de duisternis, en de duisternis heeft hetzelve niet begrepen. | Yn y dechreuad yr oedd y Gair, a'r Gair oedd gyda Duw, a Duw oedd y Gair. Hwn oedd yn y dechreuad gyda Duw. Trwyddo ef y gwnaethpwyd pob peth; ac hebddo ef ni wnaethpwyd dim a'r a wnaethpwyd. Ynddo ef yr oedd bywyd; a'r bywyd oedd oleuni dynion. A'r goleuni sydd yn llewyrchu yn y tywyllwch; a'r tywyllwch nid oedd yn ei amgyffred. |

Deze tekst is een uittreksel uit de Universele Verklaring van de Rechten van de Mens in het Welsh.
| Nederlands | Welsh |
| --- | --- |
| Alle mensen worden vrij en gelijk in waardigheid en rechten geboren. Zij zijn begiftigd met verstand en geweten, en behoren zich jegens elkander in een geest van broederschap te gedragen. | Genir pawb yn rhydd ac yn gydradd â'i gilydd mewn urddas a hawliau. Fe'u cynysgaeddir â rheswm a chydwybod, a dylai pawb ymddwyn y naill at y llall mewn ysbryd cymodlon. |